# كايل أمور
كايل أمور (بالإنجليزية: Kyle Amor)‏ هو لاعب دوري الرغبي أيرلندي، ولد في 26 مايو 1987 في وايتهفن ‏ في المملكة المتحدة.